# Agents of Oblivion
 (транскр.  Ејџентс ов обливион) био је амерички рок бенд из Луизијане који се састојао од појединих чланова који су пре тога наступали у Есид Бету. Са Дексом Ригзом као главним чланом бенда, они су комбиновали елементе из блуз рока и психоделичног рока, стварајући свомп рок.

## Историјат
Након што је Оди Питре погинуо у несрећи, Декс Ригз је одлучио да направи мало спорији бенд, а то ће бити Дејзихед енд д Мункрикетс. Ипак, он ће бити само основа за Ригзов каснији пројекат, Ејџентс оф Обливион, у којем су такође била два члана из Есид Бета: Декс Ригз и Мајк Санчез. Назив бенда је добијен из стиха из "The Beautiful Downgrade", Есид Бетове скривене поеме на њиховом последњем албуму, Paegan Terrorism Tactics. "Агенти обливиона сиђоше ка нормалнима, ишарани блатом и мајчином крвљу".
Бенд је издао само један самоимени албум 2000. године, након чега су се убрзо разишли. Ригз је након тога створио бенд Дедбој енд д Елефантмен са Чаком Питреом. Алекс Бергерон, бивше из локалног Хоума бенда Слоув д Најф, се касније прикључио том бенду и наставио са Ригзовим пост-Дедбој соло делима.

## Дискографија
- (1999)
- (2000)